# Белведере (Анкона)
Белведере је насеље у Италији у округу Анкона, региону Марке.
Према процени из 2011. у насељу је живело 61 становника. Насеље се налази на надморској висини од 642 м.